# Children's Museum of Oak Ridge
Het Children's Museum of Oak Ridge (afgekort als CMOR) is een non-profit museum in  Oak Ridge in de Amerikaanse staat Tennessee. Met als motto: "spelen, leren en groeien", is het gekend voor tentoonstellingen, speelgoed, interactieve sessies en educatieve programma's. Het is ook het hoofdkwartier van het Manhattan Project National Historical Park en de National Park Service Rangers.

## Geschiedenis

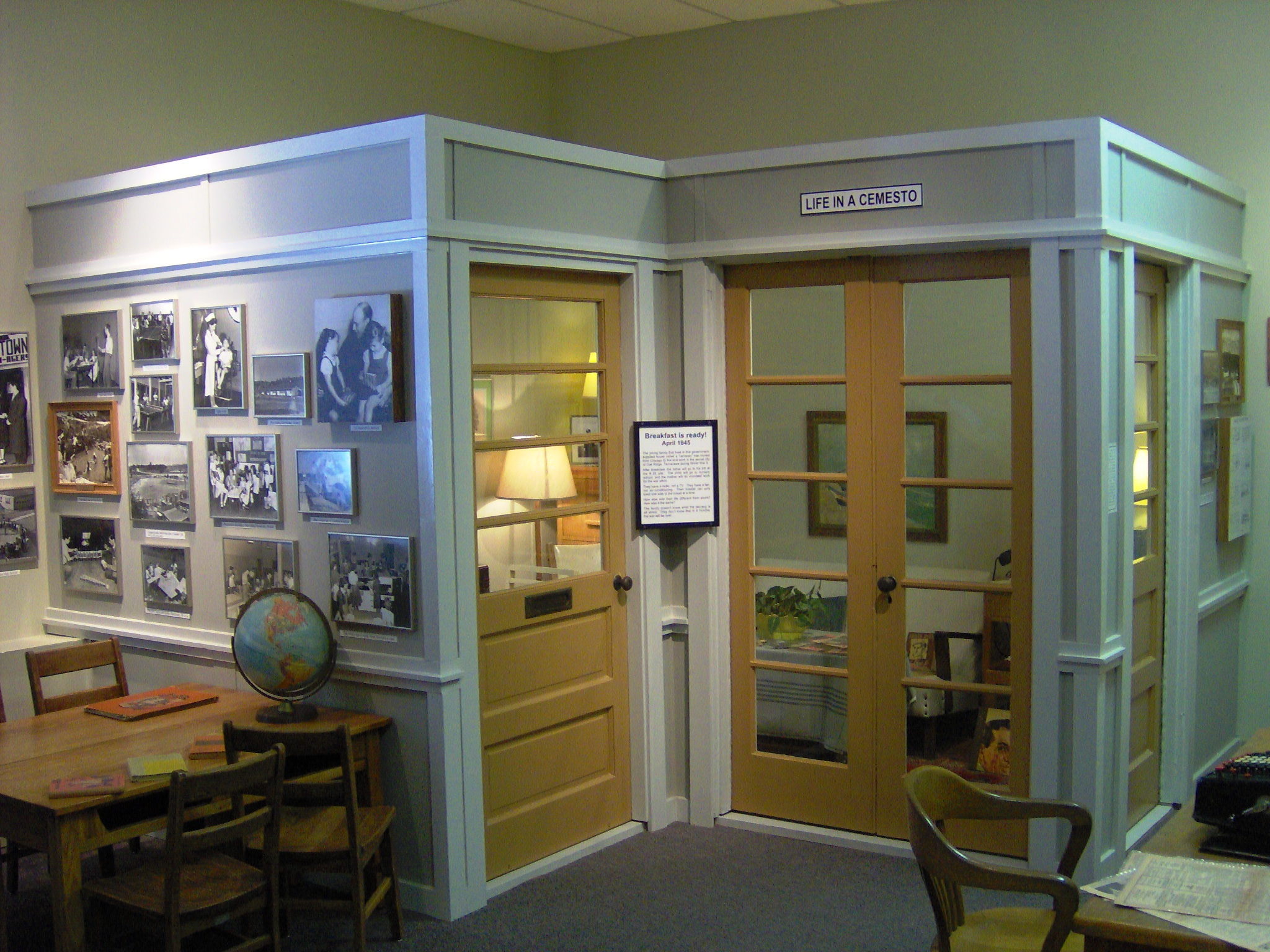
Dagelijks leven in Oak Ridge tijdens het Manhattanproject

Het  museum opende op 11 maart 1973 in de bibliotheek van de voormalige Jefferson Junior High School.
In januari 1974 verhuisde het naar de voormalige Highland View Elementary School, waar het vandaag nog steeds gevestigd is.

## Collectie
Meer dan 20.000 tentoongestelde en opgeslagen voorwerpen en meer dan 20 interactieve sessies.
- kinderspeelgoed
- treinen
- lokale muziek
- geografie
- milieu
- Oak Ridge Manhattanproject
  - memorabilia
  - reconstructies
  - historisch documentenarchief[2]
    - William G. Pollard collectie, stichter van de Oak Ridge Associated Universities.
    - Charles Vanden Bulck collectie, administratief directeur Manhattan Project.
    - Alvin M. Weinberg collectie, nucleair fysicus en beheerder van het Oak Ridge National Laboratory.
    - Ed Westcott foto en camera collectie.

## Activiteiten
- rondleidingen
- interactieve sessies
- kinderverjaardagfeestjes
- jeugdkampen